# Семенівка (Близнюківська селищна громада)
Семе́нівка — село в Україні, у Близнюківській селищній громаді Лозівського району Харківської області. Населення становить 559 осіб. До 2020 орган місцевого самоврядування — Семенівська сільська рада.

## Географія

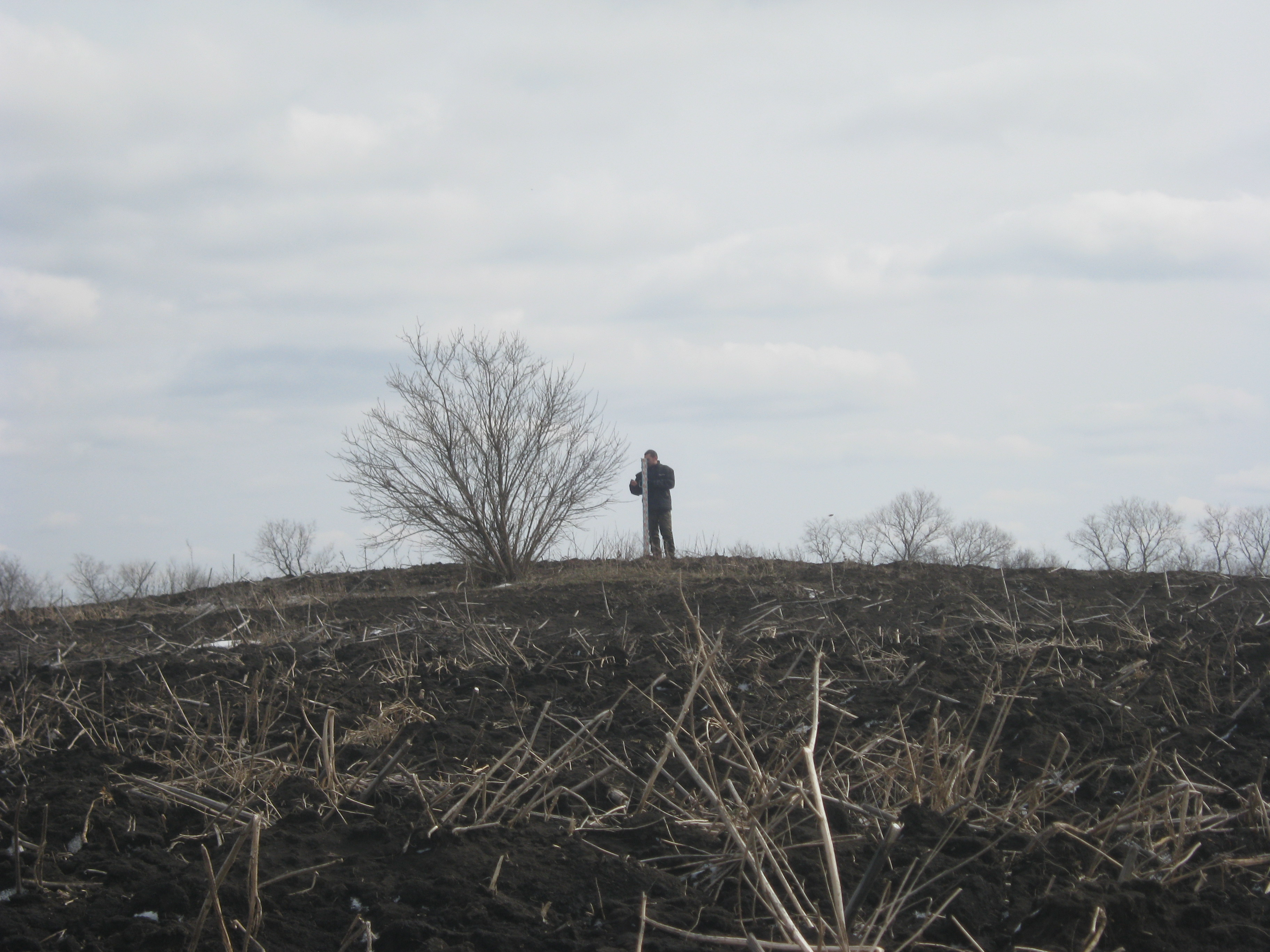
Курган №7 біля с. Семенівка

Село Семенівка знаходиться на лівому березі річки Сухий Торець, витягнуте в довжину більш ніж на 5 км. Село перетинають балка Криничка з пересихаючим струмком, балка Плахтієвська з пересихаючим струмком і загатами, балка Просяна.

## Історія
- 1790 — дата заснування.
- Село постраждало внаслідок геноциду українського народу, проведеного урядом СССР в 1932—1933 роках, кількість встановлених жертв — 184 людини[1].
- У жовтні 1941 року у боях при оборонні Семенівки від німецько-нацистських загарбників брали участь воїни 12-го танкового полку. Тоді нацистам вдалося захопити село. У січні 1942 року було звільнено село, але у травні знов окуповано. Вперті бої за село точилися у травні 1942 і в лютому 1943 рр. У лютому 1943 року за Семенівку билися воїни 133-го гвардійського і 604-го стрілецьких полків. Остаточно село було звільнене у вересні 1943 року. У цих боях брали участь воїни 516-го стрілецького, 10-го гаубичного артилерійських полків, 84-ї стрілецької дивізії та інших військових частин. 78 радянських воїнів поховані у братській могилі в центрі села, з них відомі прізвища 28. Багато жителів Семенівки брали участь на фронтах Німецько-радянської війни проти німецько-нацистських загарбників, 78 воїнів під час війни загинуло.
- 12 червня 2020 року, відповідно до Розпорядження Кабінету Міністрів України № 725-р «Про визначення адміністративних центрів та затвердження територій територіальних громад Харківської області», увійшло до складу Близнюківської селищної громади.[2]
- 19 липня 2020 року, в результаті адміністративно-територіальної реформи та ліквідації Близнюківського району, увійшло до складу Лозівського району Харківської області.[3]

## Економіка
- В селі є кілька молочнотоварних, свино-товарна і вівце-товарна ферми.
- «Перемога», сільськогосподарське ТОВ.
- Невеликий піщаний кар'єр.

## Культура
- Школа.